# 阿普蘭鎮區 (北達科他州迪瓦德縣)
阿普蘭鎮區（英語：Upland Township）是位於美國北達科他州迪瓦德縣的一個鎮區。

## 地方資料
阿普蘭鎮區的面積為93.37平方千米，當中陸地面積為90.97平方千米，而水域面積為2.40平方千米。根據2020年美國人口普查的數據，當地共有人口21人，而人口密度為每平方千米0.22人。